# El beso de la mujer araña (novela)

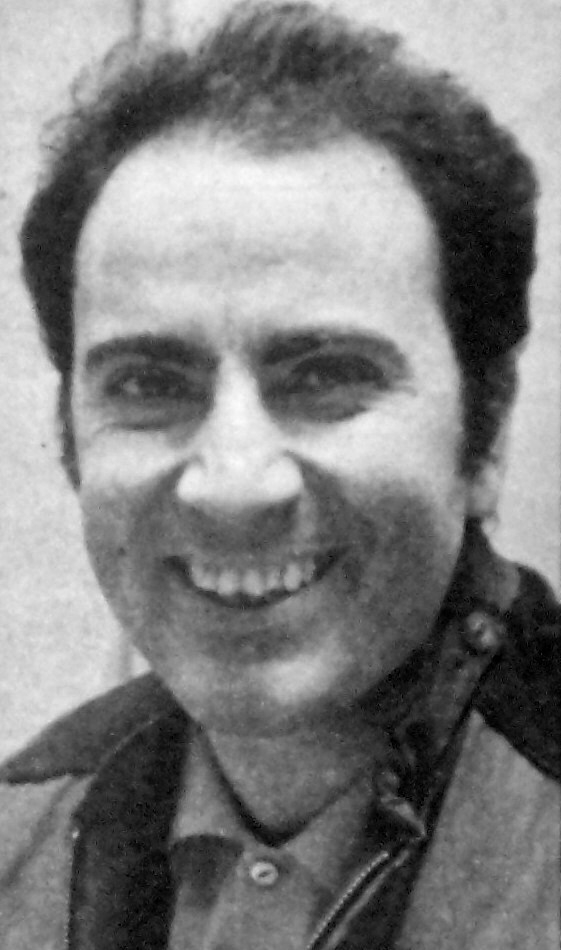
Manuel Puig, en una fotografía de 1969.

El beso de la mujer araña es una novela del escritor argentino Manuel Puig, publicada en 1976 por la editorial Seix Barral de Barcelona. Ese mismo año la editora de Gallimard, Ugné Karvelis, había rechazado su publicación en Francia, en desacuerdo con la lectura política que proponía la novela respecto al personaje de Valentín, el joven revolucionario. El libro relata el encuentro de dos personas presas que conviven en la misma celda, una es un preso político, Valentín, y la otra una disidente sexual definida como «loca» y autopercibida como mujer (registrada por el Estado como hombre), Molina. A lo largo de las semanas que pasan confinados en la celda, Molina cuenta películas a Valentín, que las interpreta desde su propia perspectiva. Además, conversan sobre sus vidas afectivas y sus idearios, claramente contrapuestos. La obra fue incluida en la lista de las 100 mejores novelas en español del siglo XX del periódico español El Mundo.
Algunos estudios sugieren que el argumento pudo partir de algunos episodios de la vida del periodista mexicano Luis González de Alba, preso político por el movimiento estudiantil de 1968, que publica en 1971 la novela Los días y los años. Por otro lado, la edición crítica publicada en la colección Archivos en 2002, coordinada por José Amícola y Jorge Panesi, recupera los manuscritos y notas que Puig tomó durante la preparación de la novela, en 1973, cuando se entrevistó con varios presos políticos en Argentina. En estas notas no se registra ninguna mención a González de Alba. 

## Versiones: cine, teatro, ópera
La novela, prohibida en los años 1970 por la dictadura militar argentina (país de origen de Manuel Puig) fue llevada al cine en 1985 por el director Héctor Babenco y protagonizada por Sônia Braga, William Hurt y Raúl Juliá, con un gran éxito internacional. Entre otros reconocimientos, Hurt recibió el premio Oscar al mejor actor, como había recibido el del festival de Cannes. 
En 1982 Puig escribe una adaptación al teatro, que es representada en Valencia y Madrid,  protagonizada por Juan Diego (Valentín) y Pepe Martín (Molina), con dirección de José Luis García Sánchez. Cinco años después Puig publicaría el texto de la obra, con importantes modificaciones. La versión publicada es la que se representa desde entonces. Una nueva puesta fue estrenada en España en 2022, a cuarenta años del estreno original, con la dirección de Carlota Ferrer, versión de Diego Sabanés y actuación de Eusebio Poncela (Molina) e Igor Yebra (Valentín), con producción de Jesús Cimarro (Pentación). El montaje estuvo un mes en cartel en Madrid y luego fue de gira por toda España durante más de un año.
También basándose en esta novela, John Kander y Fred Ebb (autores de los musicales "Cabaret" y "Chicago", entre otros, así como de la famosa canción "New York, New York" para la película homónima de Martin Scorsese) compusieron un musical del mismo nombre (Kiss of the Spider Woman) Entreando en 1993, significó el regreso a los escenarios de la actriz Chita Rivera, apartada de la escena tras un grave accidente de tráfico. El musical ha sido representado en todo el mundo obteniendo el Premio Tony en 1993.El mismo director del montaje en Broadway, Harold Prince, dirigió la puesta en Argentina, protagonizada por Valeria Lynch, Juan Dartés y Aníbal Silveyra.
El compositor alemán Hans Werner Henze tuvo la intención de componer una ópera sobre el tema.

## Descripción
En los primeros capítulos, Puig nos hace ver las personalidades de ambos personajes: Valentín Arregui y Luis Molina.
Valentín Arregui tiene 26 años y es un preso político perteneciente a una organización de izquierda marxista, detenido sin orden judicial por la dictadura gobernante. Es un idealista en el campo de lo social, pues piensa que el país tiene esperanza si todos se unen a luchar por el pueblo. Además, menciona varias veces que para él la «revolución» está antes que los sentimientos. Estudia muchos libros de sociología, sospecha de todo lo que pasa en la penitenciaría, y, obviamente, esto nos lleva a pensar que ha sospechado de Molina. 
Molina es una persona de 37 años de edad, que se autodenomina «loca» (locas, maricas o mariconas fue una denominación adoptada por una comunidad de disidentes sexuales que existió en Argentina entre la década de 1940 y la década de 1980, que luego se diferenció internamente entre maricas gais y travestis). Recibió una condena a ocho a años de prisión por corrupción de menores. El crimen que ha cometido es completamente pasional: «se encariñó» con un muchachito. Es una persona muy sentimental, para la que los sentimientos están por encima de lo demás. Molina es conocida como «la loca Molina», menciona constantemente que se siente una mujer. 

A lo largo de la novela, Molina le cuenta películas a Valentín. Considera buenas las películas que tienen emociones fuertes, amores frustrados o no correspondidos, imágenes que conmuevan o estremezcan. Quiere ser la heroína de la película (una heroína sufrida, que muere por una causa hermosa, como el amor). A Valentín, por el lado contrario, le gusta observar el trasfondo social de las películas que le cuenta:
– […] ¿Te gusta la película?
– No sé todavía. ¿A vos por qué te gusta tanto? Estás transportado.
– Si me dieran a elegir una película que pudiera ver de nuevo, elegiría ésta.

– ¿Y por qué? Es una inmundicia nazi, ¿o no te das cuenta?
Las películas son importantes para ir observando poco a poco el proceso de transformación de ambos personajes. Las reacciones frente a las películas que Molina le contaba a su compañero cambian conforme avanza la novela: al comienzo le escucha con interés y con el solo objetivo de entretenerse, mientras que Molina le cuenta las películas para hacerle ganar confianza y caerle bien a Valentín. Pero el lugar, las situaciones y la condición homosexual de Molina hacen que empiece a conquistar a Valentín por medio de las historias de cada noche. Poco a poco, Valentín va sintiéndose identificado con el aspecto sentimental de las películas: recuerda a Marta, un viejo amor fuera de la prisión, que sabe que no podrá volver a ver.
Los elementos pop que usa Puig remiten al hogar fuera de la celda, a aquel mundo exterior: los boleros también hacen sucumbir a Valentín, mostrando su lado más blando y enseñándoselo a Molina, quien lo escucha enamorado.
Pero no son solamente estos elementos los que hacen que los personajes a veces parezcan uno solo, o se confundan entre ellos: no existe un narrador que indique quién habla antes de cada parlamento y esto genera muchas veces el efecto de confusión, en especial cuando ambos están tratándose con cariño, pues es verdad que al comienzo de la novela, debido a los caracteres de los personajes se podía deducir a quién pertenecía cada parlamento, pero a Molina no se le puede confundir con nadie más que con Valentín, porque cuando habla con el director de la cárcel, los parlamentos están etiquetados a modo de teatro, es decir, no puede caber la confusión entre ambos personajes, cosa que sí puede pasar (y pasa) con el diálogo Valentín-Molina. Es mucho más difícil reconocer a ambos personajes cuando ambos se desnudan totalmente: son uno solo como el ying y el yang, una dualidad junta.
De esta dualidad nos habla Puig en su obra, en el pie de página, cuando nos dice que “[…] Las primeras manifestaciones de la libido infantil son de carácter bisexual” ; dado que la bisexualidad es un tipo de dualidad, y luego agrega que el ser humano ha desarrollado la heterosexualidad luego de haber asumido la superioridad del género masculino sobre el femenino, considerando indebido todo sexo que no sea heterosexual o genital .

La idea del amor es también la idea de fusión, que se completa con la unión sexual, la de los cuerpos, que es una fundición física. Es muy claro el aspecto de la fusión casi material que tienen Valentín y Molina, especialmente en un pasaje clave, que marca el clímax del primer contacto sexual entre ambos reos:
– Ahora sin querer me llevé la mano a mi ceja, buscándome el lunar.
– ¿Qué lunar?... Yo tengo un lunar, no vos.
– Sí, ya sé. Pero me llevé la mano a mi ceja, para tocarme el lunar…, que no tengo.
– …
– A vos te queda tan lindo, lástima que no te lo pueda ver.
– ¿Y sabés qué otra cosa sentí, Valentín? Pero por un minuto, no más.
– ¿Qué? Hablá, pero quédate así, quietito…
– Por un minuto sólo, me pareció que yo no estaba acá, ...ni acá, ni afuera…
– …
– Me pareció que yo no estaba… que estabas vos sólo.
– …

– O que yo no era yo. Que ahora yo… eras vos.
Es en este punto en el que Valentín cambia casi completamente, y junto con Molina, ambos empiezan a contagiarse de manera más notoria. Valentín ya no tiene miedo de expresar lo que siente, se ha liberado de los complejos de la sociedad heterosexual y adopta a Molina como sujeto pasivo en el sexo, así como se deja adoptar por él como un hijo cuando come los platos que le dan en la prisión, que le caen muy mal. 

Ahora bien, Molina es quien le pide a Valentín (luego de la unión física) un intercambio más espiritual del amor, el beso: 
– Bueno, pero de despedida, querría pedirte algo…
– ¿Qué?
– Algo que nunca hiciste, aunque hicimos cosas mucho peores.
– ¿Qué?

– Un beso.
Luego de pedírselo, hablan un rato y tienen relaciones sexuales, en las que se funden en cuerpo. Luego, ya para finalizar su última escena, se fusionan en alma con un beso final:
– Molina, ¿qué es?, ¿me querías pedir lo que me pediste hoy?
– ¿Qué?
– El beso.
– No, era otra cosa.
– ¿No querés que te lo dé, ahora?
– Sí, si no te da asco.
– No me hagas enojar.
– Gracias.

– Gracias a vos.
Pero ahí no acaba todo. Valentín ha cambiado por influencia de Molina, quien le ha abierto con su ternura el mundo de las emociones. Y Molina acepta la propuesta de Valentín de conectarse con la organización política a la que pertenece. Molina no lo hará pensando en la lucha popular, sino movido por el amor que siente hacia su preso amante.
Luego de esto, viene la muerte de ambos personajes, pero ambos lo hacen en el campo al que pertenecía el otro: Molina muere asesinado mientras es seguido por los servicios de inteligencia para atrapar a la célula de la organización política de Valentín; Valentín muere luego de una brutal sesión de tortura, a causa de una inyección mortal, pensando en el amor que siente por Marta y los sentimientos que le surgen.

### Películas dentro de la novela

#### La primera película
La primera historia que cuenta Molina, que abre la novela, está basada en la película Cat People (1942). Esta historia trata sobre una mujer que cree que está maldita y que se convertirá en una pantera asesina si se excita. Durante la narración, el lector descubre que Valentín simpatiza con la secretaria del marido por su amor perdido, Marta.
El título de la novela está relacionado con esta película: después de que los presos se enamoran, Valentín dice que, en lugar de la mujer pantera que nunca debe besar a nadie, Molina es «la mujer araña, que atrapa a los hombres en su tela.»

#### La segunda película
La segunda historia que cuenta Molina está basada en una película de propaganda nazi. A diferencia de la primera, no está claro si se trata de una película real o no, pero puede ser una combinación de varias películas nazis y una película estadounidense llamada Paris Underground (1945). 
En la película, una mujer francesa se enamora de un noble oficial ario y luego muere en sus brazos tras recibir un disparo de la resistencia francesa. La película es una clara pieza de propaganda nazi, pero la falta de inclinación de Molina a ver más allá de sus encantos superficiales es un síntoma de su alienación de la sociedad, o al menos de su decisión de desconectarse del mundo que lo ha rechazado.

#### La tercera película
La tercera historia que relata Molina, basada en la película La casita encantada (1945), se la recita a sí mismo. Se trata de un piloto de la Fuerza Aérea, desfigurado por heridas de guerra, que se recluye en una cabaña. La sirvienta hogareña de la cabaña finalmente se enamora y luego se casa con el piloto. Descubren que su amor los ha transformado: él parece guapo para ella y ella hermosa para él. Su transformación sólo es percibida por los dos amantes y el público.

#### La cuarta película
La cuarta película trata sobre un joven revolucionario aficionado a las carreras de autos que conoce a una mujer mayor sensual y cuyo padre es luego secuestrado por la guerrilla. Con la ayuda de su amante, el niño intenta rescatar a su padre, que acaba muriendo en un tiroteo con la policía. Desilusionado, el joven se une a la guerrilla.

#### La quinta película
Basada en la película Caminé con un zombi (1943), la quinta historia trata sobre un hombre rico que se casa con una mujer y la lleva a su isla natal. Allí, su nueva novia descubre a un médico brujo que tiene la capacidad de convertir a las personas en zombis . Finalmente se revela que la primera esposa del hombre fue seducida por el médico brujo y se convirtió en un zombi. Reunido con su primera esposa, el hombre proclama su amor por su primera esposa, pero finalmente es asesinado por el médico brujo.

#### La sexta película
La sexta película que relata Molina es una historia de amor en la que un periodista se enamora de la mujer de un capo de la mafia. Enamorado, evita que su periódico publique una historia potencialmente dañina sobre la mujer. Se escapan juntos pero no pueden mantenerse a sí mismos. Cuando el hombre enferma, su amante se prostituye para poder sobrevivir. Valentín se ve obligado a terminar la historia a pesar de que Molina se la cuenta. Al final, el hombre muere y la mujer termina navegando.